# Bund-Länder-Kommission für Informationstechnik in der Justiz
Die Bund-Länder-Kommission für Informationstechnik in der Justiz (BLK) (bis Juni 2012: Bund-Länder-Kommission für Datenverarbeitung und Rationalisierung in der Justiz) wurde im Auftrag der 37. Konferenz der Justizministerinnen und Justizminister vom 30. und 31. Mai 1969 ins Leben gerufen und hat seit Juni 2012 die Rolle einer ständigen Arbeitsgruppe des neu gegründeten E-Justice-Rats. Ihr gehören die Landesjustizverwaltungen und mit beratender Stimme das Bundesministerium der Justiz an. Darüber hinaus nehmen Vertreter des Bundesministeriums für Justiz der Republik Österreich und der Justiz der Schweizerischen Eidgenossenschaft (Schweiz) als Beobachter an den Sitzungen teil.

## Aufgaben
Die Bund-Länder-Kommission hat den Auftrag, die Entscheidungen des E-Justice-Rats vorzubereiten und umzusetzen. Zu den Aufgaben der BLK gehören hierbei insbesondere:
- die Mitwirkung an Rechtssetzungsvorhaben
- die Koordinierung von Projekten und Maßnahmen zur Umsetzung gesetzlicher Vorgaben
- das Hinwirken auf und Formulieren von gemeinsamen Standards zur Ermöglichung der länderübergreifenden elektronischen Zusammenarbeit
- die Entwicklung vorrangig gemeinsamer neuer IT-Verfahren sowie die Förderung des Austauschs und der Weitergabe bereits entwickelter Verfahren
- die Information über landesspezifische Entwicklungen, zum Beispiel Neuentwicklungen von Verfahren, Ausschreibungen, Beschaffungen und Rahmenverträge.

Zu den Aufgaben der BLK gehört auch die Zusammenarbeit auf europäischer Ebene im Rahmen des Projekts E-CODEX.

## Gremien
Das oberste Beratungs- und Beschlussgremium der BLK ist die Kommission mit den Vertretern der Justizverwaltungen aller Länder der Bundesrepublik Deutschland sowie des deutschen und des österreichischen Bundesministeriums der Justiz. 
Die BLK beschließt in der Regel einvernehmlich. Wird kein Einvernehmen hergestellt, fasst die BLK einen Beschluss nach erneuter Beratung mit absoluter Mehrheit der Mitglieder.
Darüber hinaus kann die Kommission für einzelne Teilbereiche besondere Arbeitsgruppen einsetzen. Mit Stand von 2017 gibt es folgende Arbeitsgruppen:
- Arbeitsgruppen zu Querschnittsthemen
  - BLK-Architekturbüro
  - AG IT-Standards
  - AG Zukunft
  - AG IT-Sicherheit
- Arbeitsgruppen zum elektronischen Rechtsverkehr
  - AG ERV
  - AG E-Dienste
- Arbeitsgruppen zu einzelnen Rechtsgebieten
  - AG Maschinell geführtes Grundbuch
  - AG Maschinell geführte Register
  - AG Vorsorge- und Testamentsregister
  - Sachkommission für IT im Justizvollzug
- Informationssysteme und -portale
  - Pflegeverbund Justizportal
  - AG Juristische Informationssysteme

## Beschlüsse (Beispiele)
Auf ihrer 11. Sitzung am 29. März 2017 hat die Bund-Länder-Kommission beschlossen, ein Gemeinsames Fachverfahren für die Justiz (GeFa) einzuführen, um das Kostensenkungspotenzial der Digitalisierung zu nutzen.